# Símbols de Sant Guim de Freixenet
L'escut oficial de Sant Guim de Freixenet (Segarra) té el següent blasonament:
Escut caironat: d'or, un freixe fruitat de sinople, acompanyat a la punta d'un geminat en faixa de sable. Per timbre una corona mural de poble.
Va ser aprovat el 22 de setembre de 1989 i publicat en el DOGC l'11 d'octubre del mateix any amb el número 1205.

## Heràldica
El freixe és un senyal parlant al·lusiu al nom de "Freixenet". A sota hi ha la representació del ferrocarril, ja que el poble de Sant Guim de Freixenet va néixer a començament del segle XX al voltant de l'estació de tren de la línia Barcelona-Lleida.

## Bandera
La bandera oficial de Sant Guim de Freixenet és d'origen heràldic i té la següent descripció:
Bandera apaïsada de proporcions dos d'alt per tres de llarg, groga, amb el freixe verd centrat enmig del drap i dues estretes faixes negres a la base, tal com apareixen a l'escut.
Va ser aprovada en el Ple de l'Ajuntament el 23 d'agost de 1990 i publicada en el DOGC el 7 de setembre del mateix any amb el número 1340.